# قاعدة الصناعة الدفاعية
يستخدم مصطلح قاعدة الصناعة الدفاعية (أو DIB)، والمعروف كذلك باسم قاعدة الصناعة والتكنولوجيا الدفاعية في العلوم السياسية للإشارة إلى أصول الحكومة الصناعية ذات الأهمية المباشرة وغير المباشرة لإنتاج معدات القوات المسلحة بالدولة. ويرتبط ذلك بشكل كبير بالواقع الذي يعتبر الدولة الضامن العام للأمن، وكثيرا ما يتميز كعنصر من العناصر الإستراتيجية العليا وسياسة الدفاع فضلاً عن الدبلوماسية.

## الولايات المتحدة
من أمثلة قاعدة الصناعة الدفاعية الشائع ذكرها قاعدة الولايات المتحدة، حيث في بداية الحرب الباردة المصاحبة لاندلاع الحرب الكورية، كان الحفاظ على «قطاع الدفاع في وقت السلم بأبعادها الهامة حدثًا لم يسبق له مثيل».”
انتقد الباحثون والشخصيات العامة العلاقات الوثيقة بين المشرعين والعسكريين من جهة وقاعدة الصناعات الدفاعية من الجهة الأخرى لأن احتكار الحكومة للطلب على منتجات قاعدة الصناعات الدفاعية يعد توظيفًا لمفهوم المجمع الصناعي العسكري لنقد هذه العلاقات. وأشارت دراسات مبكرة لمجموعة من ممثلي أصحاب المصالح إلى هذه العلاقات الوثيقة على أنها التطبيق المثالي لظاهرة المثلث الحديدي.

## وصلات خارجية
- A description of the DIB by the Dept of Homeland Security
- DIB programs: Where industry and security intersect, from the Dept. of Commerce